# Зайцев, Михаил Алексеевич
Михаил Алексеевич Зайцев (1 марта 1938, дер. Боголюбовка, Чишминский район, Башкирская АССР — 8 июля 2010, Уфа, Республика Башкортостан) — советский, российский партийный и государственный деятель, председатель Государственного Собрания Республики Башкортостан (1995—1999). Член Комитета Совета Федерации ФС РФ по делам Федерации, Федеративному договору и региональной политике (с января 1998).

## Биография
Зайцев Михаил Алексеевич родился 1 марта 1938 года в деревне Боголюбовка Чишминского района БАССР.
Трудовую деятельность начал в 1956 году настройщиком на Уфимском электроламповом заводе.
В 1963—1975 гг. — секретарь Орджоникидзевского райкома ВЛКСМ, секретарь комитета комсомола Уфимского авиационного института, инструктор организационного отдела Уфимского горкома КПСС, секретарь парткома Уфимского электролампового завода.
В 1975—1980 гг. — секретарь Орджоникидзевского райкома партии, заведующий отделом пропаганды и агитации Уфимского горкома КПСС.
В 1980—1987 гг. — председатель исполкома Кировского районного Совета Уфы,
В 1987—1991 гг. — председатель исполкома Уфимского горсовета,
в 1992—1995 гг. — председатель Уфимского городского Совета народных депутатов — глава администрации Уфы.
В 1995—1999 гг. — председатель Государственного Собрания Республики Башкортостан.
Избирался депутатом Верховного Совета Башкирской АССР 9, 11, 12 созывов, депутатом Государственного Собрания — Курултая Республики Башкортостан первого созыва, членом Совета Федерации Федерального Собрания Российской Федерации (1997—1999).

## Память
Книга Мустая Карима «Батя Ялалетдин» посвящена  Михаилу Зайцеву. В произведении он - Миша Куянов -  воспитанник детского дома, и повествование идет от его имени. Именно в те годы он формировался как личность, получил большой жизненный урок от своего воспитателя бати Ялалетдина .
Ежегодно Федерация настольного тенниса РБ проводит соревнования, приуроченные ко дню рождения Михаила Алексеевича Зайцева.

## Награды и звания
За большие заслуги перед государством награждён медалями СССР, Почетными грамотами Верховного Совета БАССР и Республики Башкортостан, Совета Федерации Федерального Собрания РФ, имеет звание «Заслуженный работник сферы обслуживания Республики Башкортостан» 